# Pycnocycla acanthorhipsis
Pycnocycla acanthorhipsis är en flockblommig växtart som beskrevs av Rech.f., Aellen och Esfandiar Esfandiari. Pycnocycla acanthorhipsis ingår i släktet Pycnocycla och familjen flockblommiga växter. Inga underarter finns listade i Catalogue of Life.